# 3. Schlesisches Dragoner-Regiment Nr. 15

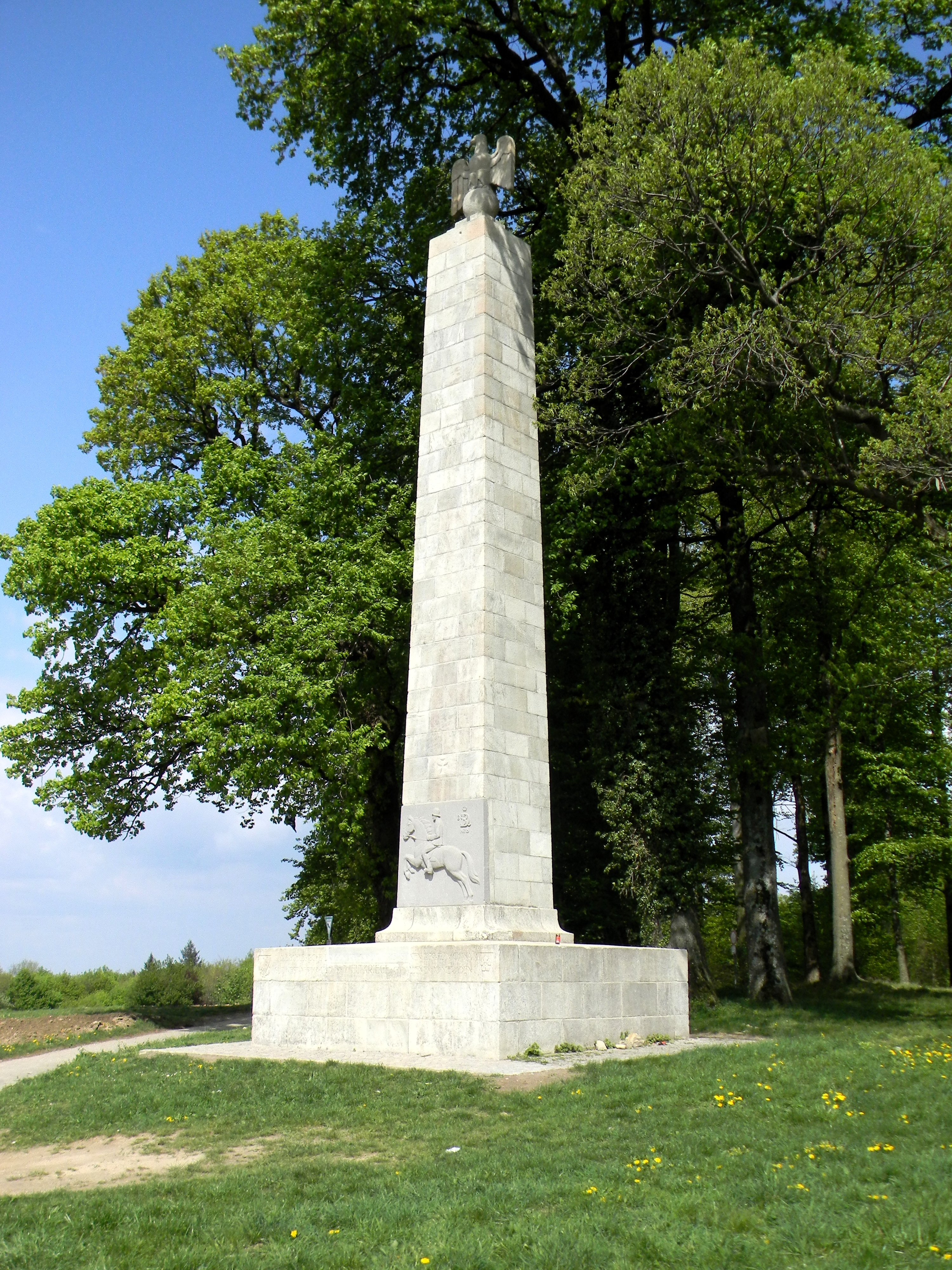
Denkmal für die Gefallenen des Dragoner-Regiments Nr. 15 oberhalb von Sinzheim-Winden

Das 3. Schlesische Dragoner-Regiment Nr. 15  war ein Kavallerieverband der Preußischen Armee.

## Geschichte
Der Verband wurde durch Allerhöchster Kabinetts Order (A.K.O.) vom 27. September zum 30. Oktober 1866 (Stiftungstag) als Dragoner-Regiment Nr. 15 aus der 5. Eskadron des Leib-Kürassier-Regiment (Schlesisches) Nr. 1, des 2. Schlesischen Dragoner-Regiment Nr. 8 sowie der Husaren-Regiment Nr. 4 und 6 errichtet. Dem Regiment wurde zunächst Groß-Strehlitz in Oberschlesien als Garnison zugewiesen.
Durch A.K.O. vom 28. Februar 1867 wurden dann aus zwölf zur Disposition gestellten Soldaten der vorgenannten Regimenter sowie des Ulanen-Regiments Nr. 2 und 59 Rekruten die 5. Eskadron aufgestellt. Am 3. November 1867 erhielt der Verband die Bezeichnung 3. Schlesisches Dragoner-Regiment Nr. 15. Nach dem gewonnenen Krieg gegen Frankreich verlegte das Regiment am 9. Juli 1871 zunächst vorläufig nach Hagenau und erhielt dann mit A.K.O. am 22. August 1871 die Stadt als endgültige Garnison zugewiesen.
Das Regiment gehörte seit dem 20. März 1871 der 31. Kavallerie-Brigade in Straßburg an und kam 1912 zur 30. Kavallerie-Brigade.

## Gefechtskalender

### Deutsch-Französischer Krieg
Beginn des Deutsch-Französischen Krieges war das Regiment in Grenzgefechte in Lothringen verwickelt, bevor es dann zur Belagerung von Paris abgestellt wurde, wo es bis zur Kapitulation der Stadt verblieb und am 1. März 1871 dort einrückte.

### Erster Weltkrieg
Nach der Mobilmachung im Ersten Weltkrieg rückte das Regiment an die französische Grenze aus und führte dort erste Gefechte. Nach der Schlacht an der Marne nahm der Verband im Zuge der Frontverlängerung am Wettlauf zum Meer teil und gelangte so bis Lille. Von Ende Dezember 1914 bis zum Oktober 1915 war die Einheit der Armee-Reserve in Lothringen zugeteilt und unternahm dort Patrouillen- und Sicherungsdienste. Anschließend versahen die Dragoner bis Oktober 1916 den Grenzschutz an der belgisch-holländischen Grenze. Danach erfolgte die Teilnahme am Feldzug gegen Rumänien mit der anschließenden Rückverlegung an die Westfront, wo bis April 1917 Patrouillen- und Sicherungsdienste im Bereich der Siegfriedstellung unternommen wurden.
Im Mai 1917 zur 7. Kavallerie-Division an der Vogesenfront abgestellt, begann die Umwandlung des Regiments in einen Kavallerie-Schützen Verband. Nach Abgabe der Pferde wurden die Dragoner infanteristisch ausgebildet und ab Juli 1918 als „Schützen-Bataillon Dragoner 15“ in den Abwehrschlachten an der Westfront eingesetzt.
Im Oktober 1918 wurde die Einheit zu Auffrischung in das Elsass verlegt und blieb dort bis zum Kriegsende.

### Verbleib
Nach dem Waffenstillstand von Compiègne traten der Rest des Regiments am 12. November 1918 den Marsch in das Reichsgebiet an. Da die Garnison in Hagenau nicht mehr zur Verfügung stand, wurde das Regiment in Rotenburg an der Fulda demobilisiert und aufgelöst.
Die Tradition übernahm in der Reichswehr die Ausbildungs-Eskadron des 8. (Preußisches) Reiter-Regiments in Brieg, die später in der Wehrmacht vom Reiterregiment 8 fortgeführt wurde.

## Regimentschef
Am 16. Juni 1871 ernannte Kaiser Wilhelm I. den General der Kavallerie Wilhelm von Tümpling in Würdigung seiner Verdienste zum Regimentschef. Nach dessen Tod blieb diese Stellung vakant und wurde am 5. September 1897 erst mit der Ernennung von Prinz Ludwig Ferdinand von Bayern wieder besetzt.

## Kommandeure
| Dienstgrad                  | Name                               | Datum                                                        |
| --------------------------- | ---------------------------------- | ------------------------------------------------------------ |
| Oberstleutnant/Oberst       | Alexander von Busse                | 30. Oktober 1866 bis 25. August 1871                         |
| Major                       | Louis von Hesberg                  | 26. August bis 3. November 1871 (mit der Führung beauftragt) |
| Major/Oberstleutnant/Oberst | Louis von Hesberg                  | 04. November 1871 bis 14. Juni 1875                          |
| Oberstleutnant              | Oskar von Buddenbrock-Hettersdorff | 15. Juni 1875 bis 11. Oktober 1878                           |
| Oberstleutnant/Oberst       | Eduard Schmidt von Altenstadt      | 12. Oktober 1878 bis 10. März 1886                           |
| Oberstleutnant              | Karl von Diepenbroick-Grüter       | 11. März 1886 bis 23. März 1890                              |
| Oberst                      | Carl Otto                          | 24. März 1890 bis 24. Februar 1891                           |
| Oberstleutnant/Oberst       | Lothar von Fürstenberg             | 25. Februar 1891 bis 17. Juni 1895                           |
| Oberst                      | August Franz von Rodde             | 18. Juni 1895 bis 21. März 1899                              |
| Oberstleutnant              | Eugen von Horn                     | 22. März 1899 bis 25. März 1901                              |
| Oberstleutnant/Oberst       | Ludwig Rocholl                     | 18. April 1901 bis 9. April 1906                             |
| Oberstleutnant/Oberst       | Karl August Hellwig                | 10. April 1906 bis 15. Juni 1910                             |
| Oberst                      | Viktor von Lindern                 | 16. Juni 1910 bis 2. April 1911                              |
| Oberst                      | Carl Berghe von Trips              | 21. April 1911 bis 21. April 1912                            |
| Oberst                      | Magnus von Abercron                | 22. April 1912 bis 31. März 1914                             |
| Oberstleutnant              | Franz Hotop                        | 01. April bis 13. November 1914                              |
| Oberstleutnant              | Heinrich Deetjen                   | 14. November 1914 bis 31. Juli 1915                          |
| Oberst                      | Ernst Buchfinck                    | 01. August 1915 bis 21. April 1916                           |
| Oberst                      | Joachim von Schlichting            | 22. April bis 9. Mai 1916                                    |
| Oberstleutnant              | Erich von Hopffgarten              | 10. Mai 1916 bis 4. Juli 1918                                |
| Oberstleutnant              | Otto Koch                          | 05. Juli 1918 bis 19. Januar 1919                            |
| Oberst                      | Franz Hotop                        | 20. Januar bis 7. August 1919                                |

## Uniform
Die Dragoner trugen einen kornblumenblauen Waffenrock und eine anthrazitfarbene Hose. Der Waffenrock war mit schwedischen Aufschlägen ausgestattet.
Die sogenannte Abzeichenfarbe des Regiments war rosa. Von dieser Farbe waren die Ärmelaufschläge, der Stehkragen, die Epaulettenfelder und Passanten. Der Kragen und die Ärmelaufschläge waren mit einer weißen Paspel versehen. Auf den Schulterstücken und Epauletten befand sich die Regimentsnummer. Die Knöpfe und  Beschlägewaren aus Neusilber. Von der linken Schulter zur rechten Hüfte lief ein weißes Bandelier mit schwarzer Kartusche. Bandelier und Kartusche wurden zum Ausgehanzug und zum Gesellschaftsanzug nicht getragen. Der Helm war mit einem Dragoneradler aus Tombak ausgestattet, ebenso waren Schuppenketten und Helmspitze aus Tombak. Zur Parade wurde ein schwarzer (für die Musiker ein roter) Rosshaarbusch aufgesteckt. Die Landeskokarde war weiß-schwarz. Ebenso die Lanzenflagge der Mannschaften. Der Leibriemen (die Dragoner trugen kein Koppel) war weiß und mit einer einfachen Dornschnalle versehen.
Gemäß A.O.K. vom 14. Februar 1907 wurde ab den Jahren 1909/10 für den Felddienst die feldgraue Uniform M 1910 eingeführt. Bei dieser Uniform war das Riemenzeug und die Stiefel naturbraun, der Helm wurde von einem schilffarbenen Überzug verdeckt. Bandelier und Kartusche wurden nicht mehr getragen.